# Yamaguchi-gumi
Il Sesto Yamaguchi-gumi (六代目山口組?, Rokudaime Yamaguchi-gumi) è una delle più grandi e potenti organizzazioni criminali della Yakuza giapponese. Prende il nome dal suo fondatore Harukichi Yamaguchi. Le sue origini si possono far risalire ad un sindacato per lavoratori portuali sciolto a Kōbe prima della seconda guerra mondiale.

## Storia

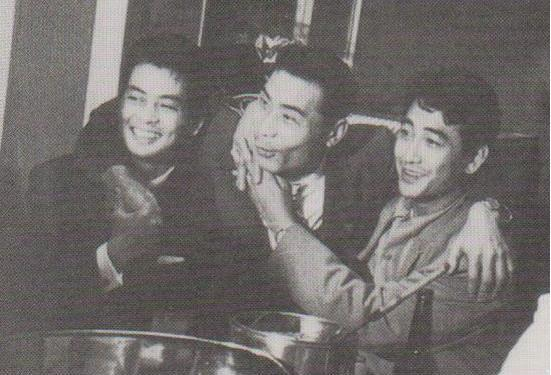
Mitsuru Ono a destra, Kazuo Taoka al centro, Koji Tsuruta a sinistra

È una delle più grandi organizzazioni criminali del mondo. Secondo le stime, si parla di più di 55 000 membri attivi, con altre migliaia di associazioni forti. È, di gran lunga, il più grande tra i gruppi boryokudan e il suo parco affiliati copre circa il 45% degli 87 000 membri della Yakuza giapponese. Sembra che, in base a informazioni relative al 2005, i membri della Yamaguchi-gumi siano in totale 102; 1 kumicho, 15 shatei ("fratelli minori") e 86 wakachu ("bambini").
La Yamaguchi-gumi è una delle più ricche organizzazioni criminali, che guadagna miliardi di dollari all'anno tra estorsioni, gioco d'azzardo, prostituzione, armi, droga, abusivismo. Sono anche coinvolti in pornografia su internet e operazioni illecite in borsa.
Il quartier generale della Yamaguchi-gumi si trova a Kōbe, ma l'organizzazione opera in tutto il Giappone e non solo: si parla anche di Asia e Stati Uniti d'America.Nonostante le forze dell'ordine locali abbiano attuato misure restrittive nei confronti dell'organizzazione per più di dieci anni, il numero dei suoi affiliati è continuato ad aumentare. L'attuale kumicho, Shinobu Tsukasa, ha dichiarato una politica espansionistica, allargando i suoi interessi anche a Tokyo, che tradizionalmente non è territorio della Yamaguchi-gumi. Ci sono anche diversi gruppi all'estero.
Nel 2014 la Yamaguchi-gumi ha anche aperto un sito internet con l'obiettivo di presentare un'immagine più trasparente al pubblico giapponese delle sue attività "benefiche".
A settembre 2015 viene ufficializzata la scissione di alcuni clan affiliati in contrasto con il capo Kenichi Shinoda.

## Capi
- primo kumicho (1915–1925): Harukichi Yamaguchi
- secondo kumicho (1925-1942): Noboru Yamaguchi - figlio di Harukichi Yamaguchi
- terzo kumicho (1946-1981): Kazuo Taoka

Quando Taoka ereditò il titolo di kumicho, si trattava soltanto di una famiglia locale, con solo qualche decina di membri. Fu Taoka a fare dello Yamaguchi-gumi la più grande organizzazione criminale del mondo; esortò i suoi subalterni ad avere imprese legittime e permise loro di avere una propria famiglia, che divenne una sorta di filiale della famiglia Yamaguchi-gumi. Inoltre creò un sistema strutturale nella famiglia: i wakagashira vennero eletti come sottocapi del kumicho e alcuni dei membri più potenti furono eletti come wakagashira-Hosa (vice sottocapi)
- quarto kumicho (1984-1985): Masahisa Takenaka

Dopo la morte di Taoka, l'apparente erede wakagashira Kenichi Yamamoto (kumicho dello Yamaken-gumi), stava scontando una pena detentiva, e morì di insufficienza epatica poco dopo. Fumiko Taoka, la moglie di Kazuo Taoka, si fece avanti per colmare il vuoto di leadership fino a quando un nuovo kumicho non fosse stato scelto da un consiglio di otto boss di alto livello.
Nel 1984, gli anziani scelsero Masahisa Takenaka (kumicho del Takenaka-gumi) come quarto kumicho dello Yamaguchi-gumi. Uno degli altri contendenti, Hiroshi Yamamoto (kumicho dello Yamahiro-gumi), si staccò dallo Yamaguchi-gumi con molti dei suoi membri potenti e più di 3 000 dei suoi soldati per formare l'Ichiwa-kai. La rivalità esistente fra i due gruppi portò a una vera e propria guerra (Guerra di Yama-Ichi) dopo l'assassinio di Takenaka e del wakahashira Katsumasa Nakayama da parte dell'Ichiwa-kai, nel 1985. Durante la guerra Kazuo Nakanishi (kumicho del Nakanishi-gumi) e il wakagashira Yoshinori Watanabe (kumicho dello Yamaken-gumi), assunsero per un breve periodo la leadership fino al 1989.
- quinto kumicho (1989-2005): Yoshinori Watanabe

La guerra si concluse con il pensionamento di Hiroshi Yamamoto che fu arbitrato da uno dei capi più rispettati, Seijo Inagawa. Dopo di che, il clan elesse il wakagashira Yoshinori Watanabe come quinto kumicho dell'organizzazione e Masaru Takumi (kumicho del Takumi-gumi) venne eletto wakagashira. Questi era così potente e rispettato all'interno dell'organizzazione che la sua influenza oscurò per estensione quella del kumicho.
- sesto kumicho (2005-oggi): Shinobu Tsukasa (vero nome: Kenichi Shinoda)

Nel 1997, il potente wakagashira Masaru Takumi fu assassinato da subalterni dell'allora wakagashira-Hosa (vice sottocapo) Taro Nakano. Dopo questo assassinio, non si fu in grado di scegliere un nuovo wakagashira per più di otto anni, e di conseguenza la direzione dell'organizzazione divenne più debole. Infine, nel 2005, il wakagashira-Hosa Shinobu Tsukasa (allora kumicho del Hirota-gumi) venne come nuovo wakagashira e poco dopo, nell'agosto 2005, Tsukasa ereditò la posizione di sesto kumicho dello Yamaguchi-gumi.
Watanabe si è ritirato a vita privata - cosa piuttosto rara nei circoli Yakuza, dove i boss di solito non si ritirano fino alla loro morte. Sotto la guida di Tsukasa, il Sesto Yamaguchi-gumi ha ripreso l'espansione. Kiyoshi Takayama, kumicho del Kodo-kai, è stato eletto wakagashira. Venne assorbito il gruppo Kokusui-kai con sede a Tokyo, acquisendo così un territorio redditizio nella capitale. Tsukasa è stato imprigionato nel dicembre 2005 per possesso illegale di armi, ed è stato rilasciato nell'aprile del 2011 dopo aver scontato quasi sei anni di carcere.

## Supporto di soccorso dopo delle catastrofi
Immediatamente dopo il terremoto di Kobe del 1995, lo Yamaguchi-gumi iniziò uno sforzo di soccorso su larga scala per le vittime del terremoto, aiutando con la distribuzione di cibo e forniture. Questo aiuto è stato essenziale per la popolazione di Kobe, perché il supporto ufficiale è stato incoerente e caotico per diversi giorni.
Lo Yamaguchi-gumi ha anche fornito sollievo a seguito del terremoto e dello tsunami di Tōhoku del 2011, aprendo i suoi uffici al pubblico e inviando forniture alle aree colpite.

## Newsletter
Nel tentativo di aumentare il morale, lo Yamaguchi-gumi ha lanciato una newsletter di otto pagine a luglio 2013. Tuttavia, è stato distribuito solo ai membri a pieno titolo. La pubblicazione colma le lacune comunicative e include articoli sull'opinione e le tradizioni del gruppo, nonché colonne sulla pesca con una sezione editoriale scritta da Kenichi Shinoda.

## Assassinio di Itchō Itō
Il 17 aprile 2007, Tetsuya Shiroo, un membro di alto rango del Suishin-kai (una famiglia Yakuza affiliata allo Yamaguchi-gumi), assassinò Itchō Itō, il sindaco di Nagasaki, per un'apparente disputa su danni causati all'auto di Shiroo a un cantiere di lavori pubblici. Il 26 maggio 2008, Tetsuya Shiroo è stato condannato a morte. Tuttavia, l'Alta Corte di Fukuoka ha revocato la condanna a morte e lo ha condannato all'ergastolo il 29 settembre 2009.

## Sanzioni
Nel febbraio 2012 il Dipartimento del Tesoro degli Stati Uniti ha annunciato un congelamento dei beni di proprietà americana controllati dall'organizzazione e dai suoi primi due leader. L'amministrazione Obama imposte sanzioni alla Yamaguchi-gumi come uno dei quattro principali gruppi transnazionali di criminalità organizzata, insieme con i Brothers' Circle dalla Russia, la Camorra in l'Italia, e Los Zetas dal Messico.

## Calo di adepti
Nei primi anni ’60 del XX secolo erano stimati esserci 184 000 appartenenti alla Yakuza. L'adesione alla Yakuza è in costante calo dagli anni '90. Secondo l'Agenzia nazionale di polizia giapponese, il numero totale di gangster registrati è sceso del 14% tra il 1991 e il 2012, a 78 600 Di questi, 34 900 erano membri Yamaguchi-gumi, con un calo del 4% rispetto al 2010. I suoi membri erano ulteriormente diminuiti entro il 2013, con una stima di 28 000 membri. A fine 2020 il numero totale di affiliati alla yakuza era stimato a 25 900. La Yamaguchi-gumi ha attualmente solo 9 500 membri.

## Divisioni dal 2015 ad oggi
Il 27 agosto 2015, la polizia giapponese ha confermato che potenti fazioni, tra cui Yamaken-gumi con sede a Kobe, Takumi-gumi con base a Osaka e Kyoyu-kai, si staccarono dallo Yamaguchi-gumi e formarono un nuovo gruppo chiamato Kobe Yamaguchi-gumi, portando via oltre 2 000 affiliati dal gruppo principale. Prima della divisione, l'organizzazione consisteva di settantadue fazioni. Questa è stata la prima grande divisione dopo la formazione di Ichiwa-Kai più di trenta anni fa.
Nel 2017 anche il Kobe Yamaguchi-gumi ha subito una scissione ed è nato il Ninkyo Yamaguchi-gumi guidato da Yoshinori Oda.